# PABPC4L
PABPC4L‏ (None) هوَ بروتين يُشَفر بواسطة جين PABPC4L في الإنسان.